# Hunton, Hampshire
Hunton är en by i civil parish Wonston, i distriktet Winchester, i grevskapet Hampshire i England. Byn är belägen 10 km från Winchester. Hunton var en civil parish 1866–1932 när blev den en del av Wonston. Civil parish hade 94 invånare år 1931.